# Alvaradoa
Alvaradoa é um género botânico pertencente à família Simaroubaceae.

## Espécies
Este género contém as seguintes espécies:
1. Alvaradoa amorphoides Liebm.
2. Alvaradoa arborescens Griseb.
3. Alvaradoa haitiensis Urb.
4. Alvaradoa jamaicensis Benth.
5. Alvaradoa lewisii R.A.Howard & Proctor
6. Alvaradoa subovata Cronquist